# Europapokal (Bandy)
Der Europapokal im Bandy ist ein jährlich ausgetragenes Turnier von Vereinsmannschaften (Herren) in der Sportart Bandy. Die erste Austragung fand 1974 statt. Teilnahmeberechtigt sind jeweils die amtierenden Landesmeister.
Zeit seines Bestehens wurde der Europapokal durch Mannschaften aus Russland (bis 1991 als Vertreter der UdSSR) und Schweden dominiert, welche in der Regel den Titel erlangten. Einzige Ausnahme bildete der Turniersieg des kasachischen Teams Dinamo Alma-Ata im Jahr 1978.

## Titelträger seit 1974
| - 1974: SKA Swerdlowsk Sowjetunion - 1975: Dynamo Moskau Sowjetunion - 1976: Dynamo Moskau Sowjetunion - 1977: Dinamo Alma-Ata Sowjetunion - 1978: Dynamo Moskau Sowjetunion - 1979: IF Boltic Schweden - 1980: HK Jenissei Krasnojarsk Sowjetunion - 1981: IF Boltic Schweden - 1982: IF Boltic Schweden - 1983: HK Jenissei Krasnojarsk Sowjetunion - 1984: IF Boltic Schweden - 1985: IF Boltic Schweden - 1986: Jenisei Krasnojarsk Sowjetunion - 1987: Jenisei Krasnojarsk Sowjetunion - 1988: Jenisei Krasnojarsk Sowjetunion - 1989: Jenisej Krasnojarsk Sowjetunion - 1990: Västerås SK Schweden - 1991: Vetlanda BK Schweden |  | - 1992: Zorki Krasnogorsk Russland - 1993: Västerås SK Schweden - 1994: Västerås SK Schweden - 1995: IF Boltic Schweden - 1996: Västerås SK Schweden - 1997: Sandvikens AIK Schweden - 1998: Västerås SK Schweden - 1999: keine Austragung - 2000: Sandvikens AIK Schweden - 2001: HK Jenissei Krasnojarsk Russland - 2002: Wodnik Archangelsk Russland - 2003: Wodnik Archangelsk Russland - 2004: Wodnik Archangelsk Russland - 2005: Edsbyns IF Schweden - 2006: Dynamo Moskau Russland - 2007: Edsbyns IF Schweden - 2008: Dynamo Moskau Russland - 2009: Dynamo Moskau Russland |